# Mario Bolduc
Pour les articles homonymes, voir Bolduc.
Mario Bolduc est un scénariste, réalisateur, producteur, monteur et écrivain québécois. Il est né en 1953 à Beauceville, Québec.

## Filmographie

### Comme scénariste
- 1978 : Un grand logement
- 1979 : Le Shift de nuit
- 1996 : L'Oreille d'un sourd
- 2004 : Le Dernier Tunnel
- 2013 : La Maison du pêcheur

### Comme réalisateur
- 1978 : Un grand logement
- 1979 : Le Shift de nuit
- 1996 : L'Oreille d'un sourd

### Comme producteur
- 1978 : Un grand logement
- 1979 : Le Shift de nuit
- 1996 : L'Oreille d'un sourd

### Comme monteur
- 1978 : Un grand logement
- 1979 : Le Shift de nuit

## Publications
- Nanette Workman. Rock’n’Romance, avec Nanette Workman, Montréal, (Québec), Canada, Éditions Libre Expression, 2008, 416 p.  (ISBN 978-2-7648-0378-3)
- Tsiganes. Sur les traces de Max O’Brien, Montréal, (Québec), Canada, Éditions Libre Expression, 2012, 464 p.  (ISBN 978-2-7648-0817-7)
- Cachemire, Montréal, (Québec), Canada, Éditions Libre Expression, 2012, 464 p.  (ISBN 978-2-7648-0816-0)
- La Nuit des albinos, Montréal, (Québec), Canada, Éditions Libre Expression, 2012, 416 p.  (ISBN 9782764805145)

## Récompenses
Comme réalisateur :
- 1993 : Prix Normande-Juneau pour Repas compris (court métrage)